# Den 13. kriger
Den 13. kriger er en amerikansk film fra 1999, instrueret af John McTiernan og baseret på den amerikanske forfatter Michael Crichtons roman The Eaters of the Dead (dansk titel Dødsæderne), der igen er baseret på den arabiske rejsende Ibn Fadlan autentiske beretninger fra 900-tallet og en løs fortolkning af Beovulf-kvadet fra 600-tallet. 
Den handler om Ibn Fadlan (Antonio Banderas), en muslimsk handelsmand. Ibn Fadlan har en kærlighedsaffære med en af sultanens elskerinder og på grund af dette bliver han sendt af sted til norden som ambassadør. Undervejs støder Ibn Fadlan og hans følge ind i en flok nordiske krigere. 
I norden hærger en mystisk fjende. Så de nordiske krigere må vende tilbage til deres land for at redde det. De spørger en spåkone til råds. Hun fortæller at de skal udvide flokken fra 12 til 13 og den 13. kriger skal være mørk og må ikke stamme fra norden. Derfor tager Ibn Fadlan rollen som den 13. kriger.

## Rollebesætning
- Antonio Banderas : Ahmed ibn Fadlan
- Vladimir Kulich : Beowulf
- Dennis Storhøi : Herger
- Clive Russell : Helfdane
- Richard Bremmer : Skeld
- Tony Curran : Weath
- Omar Sharif : Melchisidek
- Erick Avari : Karavan fører
- Sven Wollter : Kong Hrothgar
- Diane Venora : Dronning Weilew
- Asbjørn Riis : Halga
- Bjørn Ove Pedersen : Wulfgar